# Norstafjärden
Norstafjärden är en sjö i Hudiksvalls kommun i Hälsingland och ingår i Harmångersån-Delångersåns kustområde. Sjön är 5 meter djup, har en yta på 2,66 kvadratkilometer och befinner sig 1 meter över havet. Sjön avvattnas av vattendraget Sunnån (Viaån).

## Delavrinningsområde
Norstafjärden ingår i det delavrinningsområde (685263-157696) som SMHI kallar för Utloppet av Norstafjärden. Medelhöjden är 22 meter över havet och ytan är 21,53 kvadratkilometer. Räknas de 29 avrinningsområdena uppströms in blir den ackumulerade arean 116,92 kvadratkilometer. Avrinningsområdets utflöde Sunnån (Viaån) mynnar i havet. Avrinningsområdet består mestadels av skog (70 procent). Avrinningsområdet har 2,88 kvadratkilometer vattenytor vilket ger det en sjöprocent på 13,3 procent.